# گنج تپه نسروا
گنج تپه نسروا در شهرستان دامغان، روستای چهارده واقع شده و این اثر در تاریخ ۶ آذر ۱۳۷۸ با شمارهٔ ثبت ۲۴۸۰ به‌عنوان یکی از آثار ملی ایران به ثبت رسیده است.